# Josias Rantzau

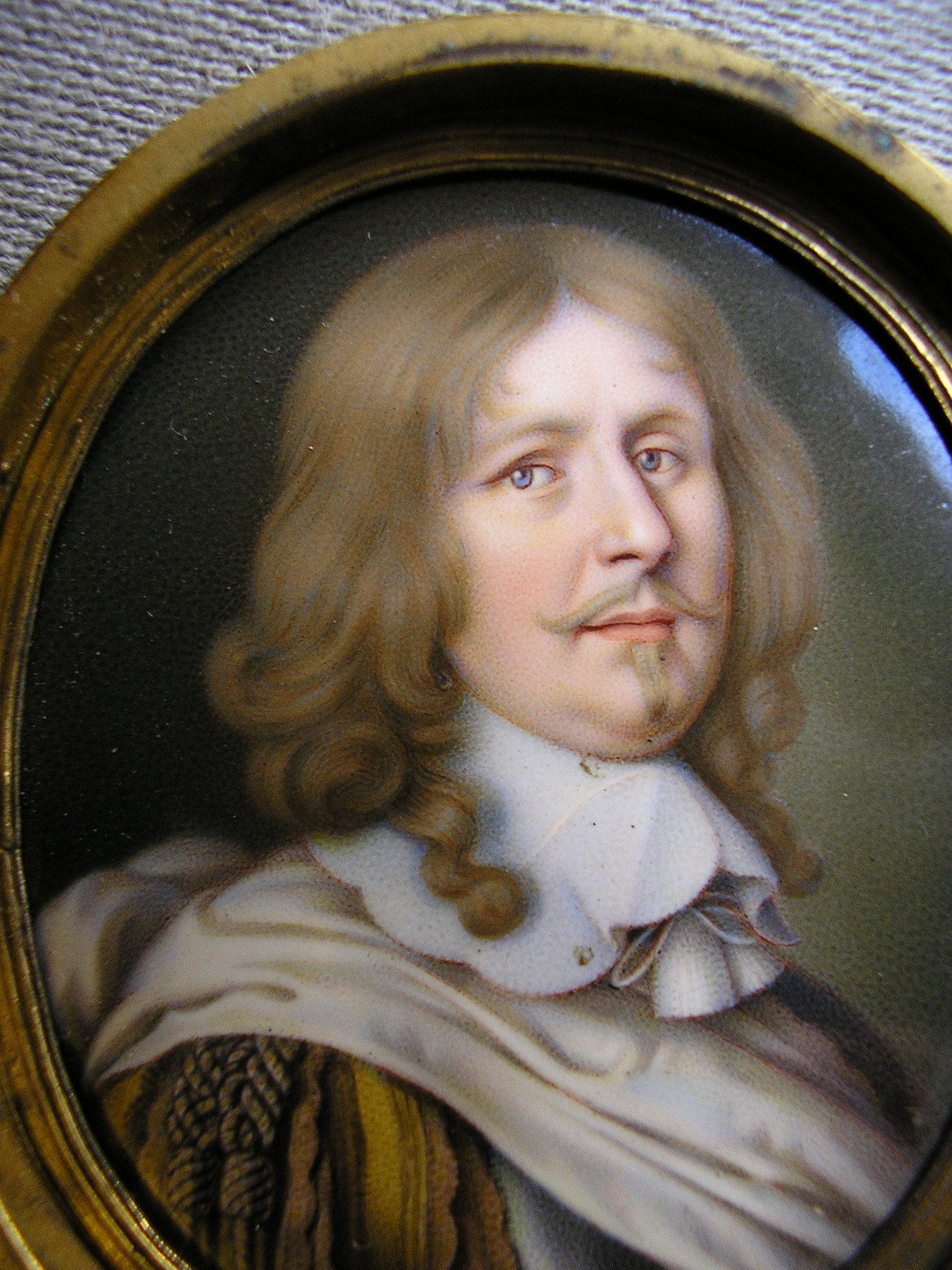
Josias Rantzau; zeitgenössisches Porträt

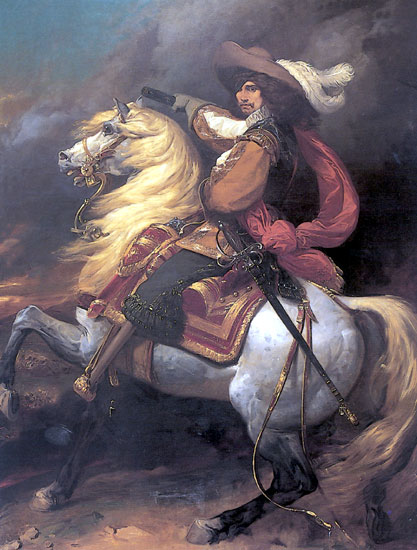
Josias Rantzau als Marschall von Frankreich; glorifizierendes Monumentalgemälde des 19. Jahrhunderts
(Maler: Jean Alaux)

Josias Rantzau, Herr auf Bothkamp, (* 18. Oktober 1609 auf Gut Bothkamp bei Kiel; † 14. September 1650 in Paris) war wie sein Vater Breide Rantzau ein dänischer Heerführer, Marschall von Frankreich und eine der abenteuerlichsten Gestalten des Dreißigjährigen und des gleichzeitigen spanisch-niederländischen Krieges. Er soll nach und nach 60 Wunden davongetragen haben, verlor ein Auge (bei der Belagerung von Dole), ein Ohr und vor Arras einen Arm und ein Bein.

## Herkunft und Familie
Josias wurde als Enkel von Paul, dem jüngeren Sohn des Johann Rantzau, auf Gut Bothkamp bei Kiel geboren. Seine Eltern waren Breido Rantzau und dessen Ehefrau Oelgard von Qualen.
Mit 27 Jahren heiratete er 1636 seine zwölfjährige Cousine (2. Grades) Hedwig Margarethe Elisabeth, die jüngsten Tochter des dänischen Statthalters Gerhard Rantzau, eines Cousins seines Vaters. Sie begleitete ihn nach Frankreich, wo er ein Jahr nach seiner Frau 1645 zum Katholizismus übertrat. Die Ehe blieb kinderlos. Elisabeth wurde nach seinem Tod Nonne der Annuntiatinnen und stiftete ein Kloster in Hildesheim.
Das holsteinische Stammgut Bothkamp, das sein älterer Bruder Paul erhalten hatte, ging 1670 im Konkurs verloren.

## Leben
Rantzau bekam eine gute Ausbildung und soll in Philosophie, Mathematik und Theologie geglänzt haben, auch soll er acht Sprachen gesprochen haben. Er entschied sich für den Kriegsdienst und schon in früher Jugend diente er unter dem Prinzen Moritz von Oranien und unter König Christian IV. von Dänemark. Er kam nach Schweden in die Dienste Gustav II. Adolfs, wo seine Karriere aber nach einem Duell mit einem Hauptmann der Garde endete. Er ging nach Italien in das Heer von Johann von Aldringen und nahm im Mantuanischen Erbfolgekrieg 1630 am Sturm auf Mantua teil, wo er der Erste in der Festung gewesen sein soll. Auch der schwedische König hörte davon, holte ihn in schwedische Dienste zurück und gab ihm Kommandos am Rhein und an der flandrischen Grenze. Nachdem der König bei Lützen gefallen war, kam Rantzau als Gouverneur nach Andernach, das er 1633 erfolgreich gegen die Spanier verteidigte. Danach war er für zwei Jahre Gouverneur von Straßburg. Rantzau scheint eher eine ungestüme und vielfach erfolgreiche Tapferkeit an den Tag gelegt zu haben, als wirkliche Feldherrenkunst besessen zu haben.
1635 begleitete Rantzau den schwedischen Kanzler Axel Oxenstierna nach Frankreich, wo er am Pariser Hofe durch seine blonde Schönheit auffiel. Der französische König hatte bereits von ihm gehört und nahm ihn als Maréchal de camp in seine Dienste. Rantzau übernahm 4000 Mann aus der Armee des Bernhard von Sachsen-Weimar und marschierte im Frühjahr 1636 in die Freigrafschaft Burgund, um unter dem Befehl von Henri de Bourbon-Condé Dole zu belagern, die stark befestigte habsburgische Hauptstadt der Region. Die Stadt konnte sich wochenlang erfolgreich verteidigen und Rantzau verlor bei den Kämpfen ein Auge. Als im August ein kaiserliches Entsatzheer unter Karl von Lothringen heranzog, brachen die Franzosen die Belagerung ab. Im Oktober des Jahres verstärkte Rantzau den befestigten Ort Saint-Jean-de-Losne an der Saône gegen einen Angriff durch die Kaiserlichen unter Matthias Gallas. Aufgrund des durch Regen aufgeschwemmten Bodens vor den Mauern der Stadt und Munitionsmangels der Angreifer mussten diese die Belagerung letztlich aufgeben.
Im Jahr 1640 befand er sich bei der Verteidigung von Arras. Rantzau kommandierte ein strategisch wichtiges Fort, das mehrfach seinen Besitzer wechselte. Letztlich konnte er sich dort halten, verlor aber in den Kämpfen ein Bein, eine Hand wurde ihm verstümmelt. Nachdem er wieder zur Armee konnte, nahm er 1641 an der Belagerung von Aire-sur-la-Lys teil. Hier konnte er mit 2000 Mann den Rückzug der geschlagenen Belagerungsarmee decken, dabei erlitt er drei neuerliche Wunden.
Am 18. Mai 1642 in der Schlacht bei Honnecourt wurde Rantzau vorübergehend von den Spaniern gefangen genommen. 1643 kam Rantzau zum Marschall von Enghien, kämpfte bei Rocroi und nahm am Feldzug in Deutschland teil. Nach den Belagerungen von Thionville und Sierck an der Mosel wurde er zum Lieutenant-général ernannt. Mitte November 1643 wurde der Marschall Guébriant bei der Belagerung von Rottweil tödlich verwundet, Rantzau übernahm seine Stellung und führte die Belagerung erfolgreich zu Ende. Kurz darauf geriet er aber in der Schlacht bei Tuttlingen am 24./25. November 1643 gegen ein kaiserlich-bayerisches Heer unter Franz von Mercy erneut in Gefangenschaft, nachdem er mit vier schweren Wunden unter seinem Pferd begraben worden war. Durch den überraschenden Angriff auf die eigenen Lagerplätze war am Ende auch fast das gesamte französische Heer tot oder gefangen.
Im nächsten Jahr wieder freigekommen und nach Flandern zurückgerufen, eroberte Rantzau unter dem Herzog von Orleans die Stadt Gravelingen. Am 30. Juni 1645 wurde Rantzau zum Marschall von Frankreich ernannt und konvertierte im gleichen Jahr zum Katholizismus. Bei der Belagerung von Bourbourg wurde ihm ein Ohr abgeschossen. In dem Kämpfen in Flandern fielen die Festungen Armentiers, Bethune, L’Illiers, St. Venant, Leui, Courtray, Dixmude, Bergues,  Mardyck, Dünkirchen und Ypern an die Franzosen. Er wurde danach zum Gouverneur der 1646 eroberten Festung Dünkirchen ernannt. Bei Furnes besiegte er das spanische Entsatzheer.
Während der Unruhen der Fronde wurde er auf Mazarins Veranlassung nach Paris zurückgerufen und am 27. Februar 1649 in der Bastille gefangen gesetzt, aber freigesprochen und am 22. Januar 1650 frei gelassen. Er starb kurz darauf am 14. September 1650 in Paris. Er wurde im Franziskaner-Kloster bei Nyon begraben.
Seine Grabinschrift lautet:
| Du corps du grand Rantzau, tu n’es qu’une des parts, L’autre moitié reste dans les places de Mars Il dispersa partout ses membres et sa gloire, Tout abattu qu’il fut, il demeura vainqueur Son sang fut en cent lieux le prix de la victoire Et Mars ne lui laissa rien d’entier que le coeur. | Vom Leib des großen Rantzau bist Du nur ein Teil Die andere Hälfte liegt auf den Feldern des Mars Er verstreute überall seine Glieder und seinen Ruhm So wie er niedergeschlagen wurde, blieb er doch Sieger Sein Blut war der Preis des Sieges an hundert Orten Und Mars ließ ihm nichts davon als nur sein Herz. |